# Епархия Фос-ду-Игуасу
Епархия Фос-ду-Игуасу (лат. Dioecesis Iguassuensis) — епархия Римско-Католической церкви с центром в городе Фос-ду-Игуасу, Бразилия. Епархия Фос-ду-Игуасу входит в митрополию Каскавела. Кафедральным собором епархии Фос-ду-Игуасу является церковь святого Иоанна Крестителя.  

## История
10 мая 1926 года Римский папа Пий XI издал буллу «Quum in Dies Numerus», которой учредил епархию Фос-ду-Игуасу, выделив её из aрхиепархии Куябы. Первоначально епархия Фос-ду-Игуасу входила в митрополию Куябы.
5 мая 1978 года епархия Фос-ду-Игуасу вошла в митрополию Каскавела.

## Ординарии епархии
- - Sede vacante (1926-1947)
- епископ Manoel Könner, S.V.D. † (13.12.1947 — 20.06.1959, в отставке);
  - епархия упразднена (1959—1978);
- епископ Olívio Aurélio Fazza, S.V.D. † (5.05.1978 — 28.11.2001, в отставке);
- епископ Laurindo Guizzardi, C.S. † (28.11.2001 — 20.10.2010, в отставке);
- епископ Dirceu Vegini † (20.10.2010 — 29.09.2018, до смерти);
- епископ Sérgio de Deus Borges (17.07.2019 — по настоящее время).

## Источник
- Annuario Pontificio, Ватикан, 2007
- Булла Quum in dies numerus, AAS 19 (1927), p. 81  (лат.)